# Semen Up
Semen Up fue un grupo de música pop español, activo en la década de 1980 y encuadrado en el movimiento denominado movida viguesa.

## Trayectoria
El grupo inicia su trayectoria artística en 1985, lanzando el mini LP, de cuatro canciones Lo estás haciendo muy bien, que incluía un tema del mismo título, que llegó a convertirse en el mayor éxito del grupo. La canción describía una felación, lo que provocó no poca polémica y marcó el auge de una fugaz tendencia musical de la época que dio en llamarse porno-pop.
Un año después editan La agonía del Narciso, al que seguiría Vuelve el hombre, LP que contenía el tema Tu novia está loca, incluida en la banda sonora de la película del mismo título. Tras dos nuevos álbumes, el grupo termina disolviéndose al final de la década, coincidiendo con la salida de su líder, Alberto Comesaña, para formar Amistades peligrosas junto a Cristina del Valle.
En 2005 Semen Up se volvieron a reunir para ofrecer una serie de conciertos por toda España participando entre otros en el Mediatic Festival de Alicante.

## Discografía
- Lo estás haciendo muy bien (1985).
- La agonía del Narciso (1986).
- Vuelve el hombre (1987).
- El gusto es mío (1988).
- Madurez (1989).
- Lo estás haciendo muy bien (y otras canciones prohibidas) (1996). Recopilatorio.

### Otros
- No te burles (1986). (Maxisencillo)
- Tu novia está loca ( 1988 ) (sencillo), canción creada para la película "Tu novia está loca", de Enrique Urbizu